# Walchia (animal)
Pour les articles homonymes, voir Walchia.
Tribu
Genre
Walchia est un genre d'acariens de la famille des Trombiculidae (ou des Walchiidae).

## Description
Selon la description originale d'Ewing (1931), il s'agit d'acariens aux palpes arrondis latéralement, à griffe palpale trifurquée, à chélicères avec chacune une chela courte. La plaque dorsale est présente, aussi longue que large, portant seulement quatre soies, à l'exclusion des organes pseudostigmatiques, ces soies étant une paire d'antéro-latérales et une paire de postéro-latérales. Les organes pseudostigmatiques sont clavés et pectinés. Les yeux sont absents ou représentés par les vestiges d'une seule paire. Les soies abdominales dorsales sont modérées en taille et en nombre (moins de cinquante). Les pattes sont modérées ; la deuxième paire est la plus courte, la dernière paire la plus longue. Walchia est le seul genre à ne posséder que quatre vraies soies sur la plaque dorsale. C'est le plus proche parent de Schöngastia Oudemans.

## Systématique
Le genre a été décrit en 1931 par l'entomologiste et arachnologue américain Henry Ellsworth Ewing (d). Walchia glabrum est l'espèce type, initialement décrite dans le genre Trombicula sous le protonyme Trombicula glabrum, par le parasitologue Eduard Willem Walch (d) (1890-1934), dont le nom est honoré dans le genre Walchia.
Selon les auteurs, Walchia est classé dans la famille des Walchiidae, ou des Trombiculidae, sous-famille des Gahrliepiinae, tribu des Walchiini dont il est le seul genre,,. C'est le genre type de la famille des Walchiidae, de la sous-famille des Walchiinae et de la tribu des Walchiini.

### Synonymes
Selon l'IRMNG (13 juillet 2022) :
- Breviaspichia Wen, 1999
- Cupiaspichia Wen, 1999
- Disparunguia Wen, 1999
- Evansichia Vercammen-Grandjean, 1968
- Fainiella Vercammen-Grandjean, 1953
- Goffia Wen, 1999
- Kepkaia Kolebinova & Vercammen-Grandjean, 1978
- Paramulichia Nielsen, Robbins & Rueda, 2021
- Parmulichia Wen, 1999
- Ripiaspichia Vercammen-Grandjean, 1968
- Suzukia Wen, 1999
- Suzukicesa Koçak & Kemal, 2008
- Traudia Wen, 1999
- Ventralia Wen, 1999
- Wenia Wen, 2002
- Zhangzia Wen, 2002

### Liste des espèces
Selon l'ITIS (13 juillet 2022), d'après Nielsen et al. (2021) :
Sous-genre Walchia (Evansichia) Vercammen-Grandjean, 1968
- Walchia simulata (Traub & Evans, 1957)

Sous-genre Walchi (Ripiaschia) Vercammen-Grandjean, 1968
- Walchia biliranensis (Brown, 1997)
- Walchia chinensis (H. T. Chen & P. K. Hsu, 1955)
- Walchia cupa (Traub & Evans, 1957)
- Walchia festiva (Schluger, 1960)
- Walchia hayashii Suzuki, 1979
- Walchia huberti (Upham & Nadchatram, 1968)
- Walchia irani Vercammen-Grandjean, Rohde & Mesghali, 1970
- Walchia khunyingi Suzuki, 1980
- Walchia mima (Traub & Evans, 1957)
- Walchia minuscuta (H. P. Chen, 1978)
- Walchia parmulaseta (Brown, 1997)
- Walchia rectifunda (Traub & Evans, 1957)
- Walchia sawaii Suzuki, 1975
- Walchia serrata (Brown & Goff, 1988)

Sous-genre Walchia (Walchia) Ewing, 1931
- Walchia acugastia Wen, Yu & Yang, 1984
- Walchia acutalis (Jadin, Vercammen-Grandjean, Herman, Thienpont & Fain, 1954)
- Walchia acutascuta S. B. Chen, 1980
- Walchia alpestris (Traub & Evans, 1957)
- Walchia americana Ewing, 1942
- Walchia brennani (Womersley, 1952)
- Walchia chavali Stekolnikov in Chaisiri et al., 2016
- Walchia chuanica Wen & Song, 1984
- Walchia cognata Schluger & Amanguliev, 1975
- Walchia comataxilla (Traub, Morrow & Lipovsky, 1958)
- Walchia cordiopelta Wen & Xiang, 1984
- Walchia cuspidata (Traub & Evans, 1957)
- Walchia delicatula (Schluger, Grochovskaja, Ngu, Hoe & Tung, 1960)
- Walchia dismina (Schluger, Grochovskaja, Ngu, Hoe & Tung, 1960)
- Walchia disparunguis (Oudemans, 1929)
- Walchia dumogaensis (Goff & Durden, 1987)
- Walchia enode Gater, 1932
- Walchia erana (Traub & Evans, 1957)
- Walchia ewingi Fuller, 1949
- Walchia felis (Vercammen-Grandjean & Fain, 1957)
- Walchia fenga Zhao & Liang, 1989
- Walchia fragilis Schluger, 1955
- Walchia fulleri Vercammen-Grandjean, 1971
- Walchia globosensilla S. B. Chen, 1980
- Walchia gujaratensis Fernandes & Kulkarni, 2003
- Walchia huensis Wen, 1984
- Walchia isonychia (Nadchatram & Traub, 1964)
- Walchia jiangxiensis Wang & Song, 1981
- Walchia karinensis (Goff, 1984)
- Walchia katangaensis (Vercammen-Grandjean, 1975)
- Walchia koi (H. T. Chen & P. K. Hsu, 1957)
- Walchia koshikiensis Suzuki, 1979
- Walchia kritochaeta (Traub & Evans, 1957)
- Walchia kutsingensis (Liang & Huang, 1959)
- Walchia latiscuta Wang, Sun & Zhai, 1987
- Walchia lewthwaitei Gater, 1932
- Walchia longidentata (Nadchatram & Traub, 1964)
- Walchia lorentzi (Goff, 1984)
- Walchia lupella (Traub & Evans, 1957)
- Walchia manipurensis Sinha, 1954
- Walchia manis (Vercammen-Grandjean & Fain, 1957)
- Walchia marmota Wen & Zhou, 1997
- Walchia masoni (Asanuma & Saito, 1957)
- Walchia micropelta (Traub & Evans, 1957)
- Walchia montana Kudryashova, 1976
- Walchia morobensis Gunther, 1939
- Walchia morrowae (Traub & Evans, 1957)
- Walchia nanfangis Wen & Xiang, 1984
- Walchia naniparma (Traub & Evans, 1957)
- Walchia neosinensis (Y. C. Hsu & Wen, 1956)
- Walchia ogatai Sasa & Teramura, 1951
- Walchia oligosetosa (H. T. Chen & P. K. Hsu, 1955)
- Walchia pacifica (H. T. Chen & P. K. Hsu, 1955)
- Walchia parapacifica (H. T. Chen & P. K. Hsu, 1955)
- Walchia parvula Schluger, 1955
- Walchia pentalagi Suzuki, 1975
- Walchia pingue Gater, 1932
- Walchia rioi (Gunther, 1940)
- Walchia rustica (Gater, 1932)
- Walchia sasai (Suzuki, 1972)
- Walchia schelkovnikovi Kudryashova, 1976
- Walchia senlina Wen & Xiang, 1984
- Walchia shanniui (P. K. Hsu & Chen, 1964)
- Walchia sheensis Wen, 1984
- Walchia shui Wen & Song, 1984
- Walchia soricicola (Traub & Evans, 1957)
- Walchia sunweiensis (Liang & Huang, 1959)
- Walchia suvajrai Suzuki, 1980
- Walchia szechuanica (Teng, 1962)
- Walchia traubaudyi (Nadchatram, 1970)
- Walchia traubobi Wen, 1999
- Walchia turmalis (Gater, 1932)
- Walchia ventralis (Womersley, 1952)
- Walchia womersleyi (Vercammen-Grandjean, 1953)
- Walchia wuchihensis (P. K. Hsu & Chen, 1964)
- Walchia xishaensis Zhao, Tang & Mo, 1986
- Walchia zangnanica Wu & Wen in Wen, 1984
- Walchia zhehai Wen & J. Chen, 1984
- Walchia zhongnanensis Wen & Jiang, 1984

Selon l'IRMNG (13 juillet 2022) :
- Walchia acugastia Wen, Yu & Yang, 1984
- Walchia acutalis (Jadin, Vercammen-Grandjean, Hermann, Thienpont & Fain, 1954)
- Walchia acutascuta Chen, 1980
- Walchia alpestris (Traub & Evans, 1957)
- Walchia brennani (Womersley, 1952)
- Walchia chinensis (Chen & Hsu, 1955)
- Walchia chuanica Wen & Song, 1984
- Walchia cognata Schluger & Amanguliev, 1975
- Walchia cordiopelta Wen & Xiang, 1984
- Walchia cuspidata (Traub & Evans, 1957)
- Walchia delicatula Schluger, Grochovskaja, Dang van Ngu, Nguen xuen Hoe & Do kinh Tung, 1960
- Walchia dismina Schluger, Grochovskaja, Dang van Ngu, Nguen xue Hoe & Do kinh Tung, 1960
- Walchia disparunguis (Oudemans, 1929)
- Walchia enode Gater, 1932
- Walchia erana (Traub & Evans, 1957)
- Walchia ewingi Fuller, 1949
- Walchia felis (Vercammen-Grandjean & Fain, 1957)
- Walchia fragilis Schluger, 1955
- Walchia fulleri Vercammen-Grandjean, 1971
- Walchia globosensilla Chen, 1980
- Walchia huensis Wen, 1984
- Walchia isonychia (Nadchatram & Traub, 1964)
- Walchia jiangxiensis Wang & Song, 1981
- Walchia karinensis (Goff, 1984)
- Walchia katangaensis (Vercammen-Grandjean, 1975)
- Walchia koi (Chen & Hsu, 1957)
- Walchia koshikiensis Suzuki, 1979
- Walchia kritochaeta (Traub & Evans, 1957)
- Walchia kutsingensis (Liang & Hwang, 1959)
- Walchia latiscuta Wang, Sun & Wang, 1987
- Walchia lewthwaitei Gater, 1932
- Walchia longidentata (Nadchatram & Traub, 1964)
- Walchia lorentzi (Goff, 1984)
- Walchia lupella (Traub & Evans, 1957)
- Walchia manipurensis Sinha, 1954
- Walchia manis (Vercammen-Grandjean & Fain, 1957)
- Walchia marmota Wen & Zhou, 1997
- Walchia masoni Asanuma & Saito, 1957
- Walchia micropelta (Traub & Evans, 1957)
- Walchia minuscuta Chen, 1978
- Walchia montana Kudryashova, 1976
- Walchia morobensis (Gunther, 1939)
- Walchia morrowae (Traub & Evans, 1957)
- Walchia nanfangis Wen & Xiang, 1984
- Walchia naniparma (Traub & Evans, 1957)
- Walchia neosinensis (Hsu & Wen, 1956)
- Walchia ogatai Sasa & Teramura, 1951
- Walchia oligosetosa (Chen & Hsu, 1955)
- Walchia pacifica (Chen & Hsu, 1955)
- Walchia parapacifica (Chen & Hsu, 1956)
- Walchia parvula Schluger, 1955
- Walchia pentalagi Suzuki, 1975
- Walchia pingue Gater, 1932
- Walchia rustica (Gater, 1932)
- Walchia sasai Suzuki, 1972
- Walchia schelkovnikovi Kudryashova, 1976
- Walchia senlina Wen & Xiang, 1984
- Walchia shanniui (Hsu & Chen, 1964)
- Walchia sheensis Wen, 1984
- Walchia shui Wen & Song, 1984
- Walchia simulata (Traub & Evans, 1957)
- Walchia solicicola (Traub & Evans, 1957)
- Walchia sunweiensis (Liang & Hwang, 1959)
- Walchia suvajrai Suzuki, 1980
- Walchia szechuanica (Teng, 1963)
- Walchia tianguangshanensis Zhao Qiu & Long, 1981
- Walchia traubaudyi (Nadchatram, 1970)
- Walchia traubobi Wen, 1999
- Walchia turmalis (Gater, 1932)
- Walchia ventralis (Womersley, 1952)
- Walchia womersleyi (Vercammen-Grandjean, 1953)
- Walchia wuchihensis (Hsu & Chen, 1964)
- Walchia xishaensis Zhao, Tang & Mo, 1986
- Walchia zangnanica Wu & Wen, 1984
- Walchia zhehai Wen & Chen, 1984
- Walchia zongnanensis Wen & Jiang, 1984

- Walchia americana Ewing, 1942 synonyme de Ripiaspichia americana (Ewing, 1942)
- Walchia comataxilla Traub, 1958 synonyme de Walchia fragilis Schluger, 1955
- Walchia fenga Zhao & Liang, 1989 synonyme de Walchia pacifica (Chen & Hsu, 1955)
- Walchia gouldi Hoffmann, 1954 synonyme de Susa gouldi (Hoffmann, 1954)
- Walchia hayashii Suzuki, 1979 synonyme de Ripiaspichia hayashii (Suzuki, 1979)
- Walchia khunyingi Suzuki, 1980 synonyme de Ripiaspichia khunyingi (Suzuki, 1980)
- Walchia sawaii Suzuki, 1975 synonyme de Ripiaspichia sawaii (Suzuki, 1975)
- Walchia valskayai Kudryashova, 1976 synonyme de Walchia cognata Schluger & Amanguliev, 1975
- Walchia ventralis Jameson & Toshioka, 1954 synonyme de Walchia fragilis Schluger, 1955
- Walchia zhongnanensis synonyme de Walchia zongnanensis Wen & Jiang, 1984

Selon The Taxonomicon (13 juillet 2022) :
- Walchia cordiopelta
- Walchia nanfangis
- Walchia zangmanica
- Sous-genre Walchia (Breviaspichia) Wen, 1999
- Sous-genre Walchia (Disparunguia) Wen, 1999
- Sous-genre Walchia (Goffia) Wen, 1999
- Sous-genre Walchia (Traudia) Wen, 1999
- Sous-genre Walchia (Ventralia) Wen, 1999
- Sous-genre Walchia (Zhangzia) Wen, 2002
- Sous-genre Walchia (Wenia) Wen, 2002
- Sous-genre Walchia (Walchia) Ewing, 1931
  - Walchia (Walchia) acugastia
  - Walchia (Walchia) chuanica
  - Walchia (Walchia) huensis
  - Walchia (Walchia) rustica
  - Walchia (Walchia) sheensis
  - Walchia (Walchia) shui
- Sous-genre Walchia (Evansichia) Vercammen-Grandjean, 1968